# Water Tower Place
Water Tower Place es un rascacielos de 74 plantas y 262 metros (859 pies) en Chicago, Estados Unidos finalizó en 1976. El complejo está situado en la avenida 845 North Michigan Avenue, a lo largo de la milla magnífica (Magnificent Mile). 

## Historia
Concebido originalmente en los últimos años 60 por la Mafco Company, el rascacielos fue construido más tarde en 1975 por la empresa Urban Retail Properties, una compañía conducida por Philip Morris Klutznick y su hijo Thomas J. Klutznick. 
La abertura del Water Tower Place cambió substancialmente la dinámica económica de la Magnificent Mile, trayendo tiendas de la clase media. Anteriormente la avenida había sido una calle dominada por los minoristas de lujo, los hoteles tony, y los apartamentos costosos.
Treinta años después de su construcción, sus residencias y hotel permanecen entre las direcciones más estimadas de Chicago.
El residente más famoso del edificio es Oprah Winfrey. Habiendo comprado su piso en 6 millones de dólares el 28 de noviembre de 2006.